# VSNL Western Europe
VSNL Western Europe (anteriormente TGN Western Europe) es un sistema de cable de telecomunicaciones con partes submarinas y terrestres que conectan varios países en Europa occidental.
El sistema de cable se compone de cables con 4 pares de fibras por cable, y cada par de fibras admite 96 señales de 10 Gbit/s, lo que permite una capacidad de transmisión total (en diseño) de 4 pares de fibras x 96 señales de 10 Gbit/s = 3 840 Gbit/s.
Tiene dos cables submarinos, uno con puntos de amarre en:
- Seixal, Distrito de Setúbal, Portugal
- Highbridge, Somerset, Reino Unido

y el otro con puntos de amarre en
- Bilbao, Vizcaya, España
- Highbridge, Somerset, Reino Unido

Los puntos de amarre de Seixal y Bilbao están interconectados de forma terrestres con Lisboa (Portugal) y Madrid (España) respectivamente. Highbridge está conectado mediante un par de cables a Londres (Reino Unido).